# Zsolt Borkai
Zsolt Borkai (Győr, 31 agosto 1965) è un ex ginnasta, dirigente sportivo e politico ungherese.
Specializzato nel cavalli con maniglie, rappresentò l'Ungheria ai Giochi olimpici estivi di Seul 1988, dove vinse una medaglia d'oro. Ai mondiali di Rotterdam 1987 si laureò campione iridato nel cavallo con maniglie e vinse il bronzo nella sbarra.
Dopo i ritiro dall'attività agonistica, si è dedicato alla politica e amministrazione sportiva. 
È stato presidente del Comitato Olimpico Ungherese dal 2010 al 2017. 
Nel 2006 è stato eletto sindaco di Győr e successivamente è stato rieletto tre volte. 
Nel 2019, poco prima delle elezioni locali, è stato coinvolto in uno scandalo quando è stato pubblicato un video di sesso di Borkai con diverse giovani donne su uno yacht. Nonostante questo scandalo è stato rieletto sindaco indipendente di Győr, anche se è stato abbandonato dal partito Fidesz. Meno di un mese dopo la sua elezione, Borkai ha annunciato le sue dimissioni. Successivamente è stato rimosso dai suoi incarichi presso il Comitato Olimpico magiaro e la Federazione ungherese di ginnastica (MATSZ).

## Palmarès

### Olimpiadi
- 1 medaglia:
  - 1 oro (Seul 1988 nel cavallo)

### Mondiali
- 2 medaglie:
  - 1 oro (Rotterdam 1987 nel cavallo)
  - 1 bronzo (Rotterdam 1987 nella barra orizzontale)